# Székelybós
Székelybós (1899-ig Bós, románul Bozeni, németül Boschen) falu Romániában Maros megyében, Marosvásárhelytől 8 km-re keletre a Bósi-patak mellett. Neve a Boós család nevéből származik.

## Története
A Kápolna nevű helyen a hagyomány szerint a falunak egykor erődített imaháza volt, amit a közeli Kisernye faluval együtt a tatárok pusztítottak el. A falut a Nyárád völgyétől elválasztó gerincen feküdt egykor a hagyomány szerint Kiscses falu, ahol Ali pasa táborozott.
1910-ben 251 lakosa volt, 1992-ben 126 lakója 2 kivételével magyar. A trianoni békeszerződésig Maros-Torda vármegye Marosi felső járásához tartozott.
„A mint nyomozhatjuk a régiségből, Kebele-Szentivány egészen magyar falu volt és az ottan levő kőtemplom kőkeritéssel volt bekeritve. 1660-ik esztendő tájatt Ali Pasha pusztitásakor Sz.-Ivány, Kebele, Agárd és Boos egy ecclesia levén, a magyarságnak nagyobb része azon kőkeritésbe vonta vala el magát bátorságos megmaradásnak okáért, a pusztitó Ali P. ellenség elől, holott is a templomnak észak felől való oldala az ellenségtől lerontatott, a templomban levő nép papostól együtt levágatott, Sz.-Iványról a magyarság mind elpusztittatott, a midőn is birta volt Szent-Iványt Kutyavetyi László* és Huszár Mátyás. 1686. esztendőben – nem levén magyarság Sz.-Iványon – a papság felköltözött Kebelébe, s az időtől fogva minden vasárnapon és sátoros ünnepen egész megyéstől a reggeli isteni tiszteletet a sz.-iványi templomba teszik. Azon észak felől való része akkoron fából rakatott be, mely mian annyira megromladozott vala, hogy már a kövek is egymásról omladoztak le. E végre 1796-ik esztendőben Kebele, Boos, Agárd egy reformata ecclesia levén, az ecclesia közönséges költségéből kiujitotta a tiszteletes Sebestyén Zsigmond papságában és curator ifiabb Szálosi Zsigmond ő kme idejében, hogy az Istennek szentséges neve azon templomban firól fira, nemzetségről nemzetségre hirdettessék, örökké azt kivánom. Amen.”
Ezen memorialét kiegésziti a hagyomány, mely szerint Kemény János eleste után a hozzá hű székelység Vásárhely felé huzódott, üzetve Ali Pasha által. A futók között volt a szentiványi egyházközség népe is, kik erős falvédte templomukba vonultak. Ali Pasha egész táborával megérkezett, s mivel a templomba vonultak egy portyázó csapatjára ütve, azt levágták, oly dühbe jött, hogy a templomtól északra fekvő halmokra (a jeddiekhez hasonló kerek dombok) ágyuit felvonatva, ágyuzni kezdette a templomot; a kerités omladozván, a népét veszélyben látó pap kiment Ali Pashához kegyelmet esdeni, mert ismeri vala jól a Pashát török fogságban létekor, neki a magyar nyelvben tanitója levén. A Pasha egykori tanitójának megkegyelmezett, de a népnek nem. Mire a pap azt mondá: „nem kell nekem adott kegyelmed, ha hiveimre is ki nem terjeszted.” Visszatért azért hiveihez s azokat hősies ellenállásra tüzelte, velök együtt utolsó lehelletig küzdve, oltalmazta a szentélyt, hol mint hősök utolsó emberig harczolva estek el. Kik itt dicsően haltak el, azoknak csontjai ma is ott fehérlenek a templom dombjának omladványaiban.
Azonban a régi templom, mely az önvédelem dicső harczait látta, ma már nincsen meg, mert az, mint fennebb látók, 1796-ban egészen ujra épült a régi anyagjából, legfelebb a szentély félkör apsisa maradt meg, mi mutatja, hogy az itt állott régibb egyház román izlésben volt épülve. E templom szomoru megsemmisülését és az itt elvérzetteknek emlékét védi a kar oldalára akasztott emléktáblának e felirata is*:
Ezer hat száz hatvan körül hogy irnának,
Pogány török Ali basa járásának
Templomunk kőfala romladozásának
Jeleit mutatta ő prédálásának;
Kebele, Agárd, Bos tovább nem nézhette
Ecclesia pénzét ujra ide tette
Nagy Dániel úr is szépen segitette
Nemes Marus széknek egyik vice tiszte,
Kilenczven hat s ezer hét százban volt készen,
Menyei jutalmat Istentől az vészen
Ki ezt segitette, hiheti mérészen,
Mondjuk azért mi is Amen és ugy lészen.
Tiszteletes Sebestyén Sigmond Uram papságában ifiabb Szálosi Zsigmond curátorságában épitetett.
Ezen pusztitáskor annyira kiveszett a magyarság Sz.-Iványról, hogy ma csak egyetlen egy székely család lakik ottan*, de azért oly nagy ezen templom iránti tisztelete a környékbeli magyarságnak, hogy azt semmiképpen felhagyni nem akarják, hisz ottan porladoznak hősileg elhalt őseiknek csontjai, oda a helyhez van csatolva a mult idők dicső küzdelmeinek emléke*, s azért bár távolról kell jönniök, bár papjuk Kebelében mesterük Boosban lakik, mégis nyáron minden vasárnap és ünnepeken Szent-Iványra járnak isteni tiszteletre Agárd, Kebele és Boos lakói, mely faluk ma is egy egyházközséget alkotnak*.
XXV. A Poklos patak völgye. Orbán Balázs: A Székelyföl leírása
Koronka völgye kelet felé tovább huzódik, az erdők által körülkeretelt kies völgy közepe tájatt ismét elágazik; egyiknek fejében – mely a Nyárád völgyénél leirt nyomáthi völgygyel szögellik össze – fekszik Boos, mely nevét ily nevű, most is igen elterjedt családtól veszi. Boos Kebele-Sz.-Ivány leányközsége, s csak kis imaháza van; Boos nevével legelőbb az 1567. évi regestrumban találkozunk, hol 2 kapuval jegyeztetett be*; előfordul még 1580-ban is, midőn Mihályfi Tamás defectusán Kovacsóczi Farkasnak inscribáltatik*. 1609-ben Báthori Gábor Ozdi Gergelynek adományozza*. A falu felett van egy Kápolnás nevű hely, hol egykor e falunak erőditett imaháza állott, melyet, mint mondják, tatárok ostroma semmisitett meg.
Hagyomány szerint Boos lakói, a másik délkelet irányú völgyben feküdt törökök által feldúlt, Kis-Ernyéről telepedtek ide. Ezen megsemmisült falu egy századdal előbb, mint a Toldalagi-család praediuma fordul elő, ma már egészen lakatlan, csakis a hagyományokban máig is fennmaradt Kis-Ernye elnevezése és az egykori falunak fekhelyén nagy mennyiségben található vastag cseréptöredékek őrzik emlékét, sőt a jelölt helyen korábban sok régi fegyvertöredéket is találtak.
Azon hegylánczolatot, mely Kis-Ernye völgyfejét a Nyárád völgyétől elválasztják, Kincsesnek azért nevezik, mivel oda ásták volna el a feldúlt falu lakói féltettebb kincseiket. Más hagyomány szerint ott Kincses nevű falu feküdt volna hajdan. Mint mondják, 1661-ben Ali Pasha is ott ütött volt tábort.